# Affari al buio
Affari al buio (Storage Wars) è un programma televisivo statunitense in onda su A&E dal 2010, dove i famosi acquirenti che vi partecipano cercano di aggiudicarsi il box migliore.

## Trama
In California, se un box non viene pagato per un periodo massimo di tre mesi, il contenuto può essere venduto da un banditore d'asta come un singolo lotto di oggetti, sotto forma di un'asta in contanti. La serie si incentra su degli acquirenti professionali che visitano dei box e che cercheranno di comprare, se noteranno qualche oggetto di valore al suo interno. Se questo avviene, e se saranno fortunati, potranno riuscire a ricavarci un buon profitto.

## Produzione

Poster che annuncia la seconda stagione a New York.

La prima stagione, girata nel 2010, era composta da 19 episodi, 17 dei quali girati in varie strutture di auto-stoccaggio sparse per la California meridionale. 
Lo spettacolo ha riscosso subito un enorme successo nelle classifiche e con le prime due stagioni che hanno totalizzato 5,1 milioni di spettatori totali, rendendolo il programma più visto nella storia di A&E fino a quel momento.

### La sigla
La sigla della serie è Money Own This Town, (letteralmente il denaro possiede questa città), scritta e cantata dal musicista statunitense Andrew Kubiszewski, nel 2010.

## Protagonisti
- Dan Dotson (stagione 1 - stagione 12): classe 1962, è il banditore d'asta del programma. È dal 2000 il marito di Laura, conosciuta nel 1996. È doppiato da Roberto Stocchi[5]
- Laura Dotson (stagione 1 - stagione 12): classe 1968, è la banditrice d'asta del programma. È dal 2000 la moglie di Dan.
- Darrell Sheets (stagione 1 - stagione 12): classe 1958 è uno dei compratori protagonisti del programma. Lavora assieme al figlio Brandon. Durante il corso del programma ha maturato una certa rivalità con Dave Hester. È doppiato da Pierluigi Astore.[5]
- Dave Hester (stagione 1 - stagione 3; stagione 5 - stagione 12): classe 1964, è uno dei compratori protagonisti del programma. È molto celebre per il suo "YUUUP!", divenuto un Fenomeno di Internet negli Stati Uniti. Ha una certa rivalità con tutti gli altri protagonisti (in una puntata ha litigato con Laura Dotson, causando una rissa. Dopo questo avvenimento è stato cacciato dall'Asta). È doppiato da Enrico Di Troia.[5]
- Jarrod Schulz e Brandi Passante (stagione 1 - stagione 12): sono una coppia di compratori protagonisti del programma. La coppia ha due figli: Payton e Camren. Nel 2018 i due si separano, lasciando i figli a vivere con Brandi (nella 13ª stagione difatti comprano per conto proprio) Doppiati da Alberto Bognanni ed Emanuela Damasio.[5]
- Ivy Calvin (ricorrente stagione 4; stagione 5 - stagione 12): è uno dei compratori protagonisti del programma, dove ha un ruolo comico. È appassionato di meccanica. È doppiato da Stefano Mondini.[5]
- Barry Weiss (stagione 1 - stagione 4): classe 1951, è stato uno dei compratori protagonisti del programma. Molto celebre per acquistare box dal basso (o negativo) profitto e per i suoi guanti a mano di scheletro. Nella sua vita è stato un imprenditore e ora si è ritirato per dedicarsi al collezionismo. È stato attivo nel programma fino alla 4ª stagione. Successivamente al suo addio al programma, è stato tratto uno Spin-off chiamato Affari al buio: che colpo Barry!. È doppiato da Ambrogio Colombo.[5]
- Rene Nezhoda (ricorrente stagione 4; stagione 5 - stagione 12): classe 1977, è uno dei compratori protagonisti del programma. Nelle prime puntate compare anche con la moglie Casey Lloyd. Ha una accesa rivalità con Dave. È doppiato da Alessandro Budroni.[5]
- Mary Padian (stagione 5 - stagione 12): classe 1980 è una delle compratrici protagoniste del programma. Nel programma ha un ruolo molto buffo e stravagante. È appassionata di ristrutturazione. Certe volte acquista box brutti per ristrutturare o pitturare le cose all'interno, venendo presa in giro dagli altri compratori. Compare dalla 5ª stagione anche se, dal 2011 al 2014, era presente come protagonista nello Spin-off Affari al buio: Texas. Mary è la migliore amica di Ivy Calvin. È doppiata da Perla Liberatori.

## Puntate
| Stagione | Stagione | Puntate | Prima TV originale | Prima TV originale |
| Stagione | Stagione | Puntate | Inizio             | Fine               |
| -------- | -------- | ------- | ------------------ | ------------------ |
|          | 1        | 19      | 1º dicembre 2010   | 20 aprile 2011     |
|          | 2        | 33      | 20 luglio 2011     | 4 marzo 2012       |
|          | 3        | 30      | 5 giugno 2012      | 25 marzo 2013      |
|          | 4        | 22      | 16 aprile 2013     | 2 luglio 2013      |
|          | 5        | 35      | 18 marzo 2014      | 30 settembre 2014  |
|          | 6        | 18      | 11 novembre 2014   | 3 marzo 2015       |
|          | 7        | 13      | 1º aprile 2015     | 20 maggio 2015     |
|          | 8        | 20      | 21 luglio 2015     | 25 agosto 2015     |
|          | 9        | 15      | 5 aprile 2016      | 24 maggio 2016     |
|          | 10       | 25      | 12 aprile 2017     | 2 agosto 2017      |
|          | 11       | 29      | 8 novembre 2017    | 28 marzo 2018      |
|          | 12       | 16      | 7 novembre 2018    | 30 gennaio 2019    |
|          | 13       | 10      | 20 aprile 2021     | 25 maggio 2021     |
|          | 14       | 36      | 2 novembre 2021    | 19 aprile 2022     |

## Spin-off
Dalla serie originale la A&E Networks ha prodotto diversi spin-off: 
- Affari al buio: Texas (2011–14)[6]
- Affari al buio - New York (2013)[7][8][9]
- Storage Wars: Canada (originariamente trasmesso su OLN dal 2013 al 2015; repliche in onda come Storage Wars: Northern Treasures su A&E)
- Cerco affari disperatamente (2014)
- Brandi & Jarrod: Married to the Job (2014)
- Affari al buio: Miami (2015)
- Affari al buio: che colpo Barry! (2016)
- Storage Wars France: Enchères surprises (trasmesso su 6ter)

### Programmi simili
- Container Wars
- Affare fatto
- Affari a tutti i costi

## Versioni internazionali
| Paese   | Canale/i | Titolo                                  |
| ------- | -------- | --------------------------------------- |
| Canada  | OLN      | Storage Wars: Canada                    |
| Francia | 6ter     | Storage Wars France: Enchères surprises |

## Controversie

### Dubbi sull'autenticità
Alcuni critici hanno ipotizzato che molti dei box possano essere stati riempiti dalla produzione del programma e che quindi non siano autentici, ma un portavoce della A&E dichiarò: "Non ci sono manipolazioni nello show. Gli oggetti rinvenuti nei box sono proprio quelli lasciati dagli affittuari". Il produttore esecutivo Thom Beers aggiunse che la maggior parte dei box esaminati durante la produzione del programma non contenevano nulla di interessante e quindi non appaiono nello show. Tuttavia, Beers ammise che la metà delle battute di banditori e acquirenti provengono da un copione.